# Feliks Stamm Tournament
Das Feliks Stamm Tournament, oder auch Feliks Stamm Memorial ist ein internationales Boxturnier, welches jährlich in der polnischen Hauptstadt Warschau ausgetragen wird. Es ist nach dem „Vater des Boxsports in Polen“, Feliks Stamm (1901–1976), benannt.

## Geschichte und Regeln
Das erste Turnier fand vom 11. bis 13. November 1977 mit 67 Teilnehmern aus zwölf Nationen in elf Gewichtsklassen statt. Keine Turniere gab es in den Jahren 1980, 1984, 1988, 1991–1993 und 1996. 1985 wurde das Turnier in Toruń und 1997 in Elbląg abgehalten. 2004 diente es als europäisches Qualifikationsturnier zur Teilnahme an den Olympischen Spielen 2004. Seit 2010 wird auch Frauenboxen ausgetragen. Es gelten die Regeln des Amateurweltverbandes AIBA. Seit 2011 wird in zehn Gewichtsklassen und seit 2013 ohne Kopfschutz bei den Männern geboxt. Ein Kampf bei den Männern dauert drei Runden zu drei Minuten, bei den Frauen vier Runden zu zwei Minuten. 
Teilnahmeberechtigt sind Männer und Frauen der Elite-Klasse (Erwachsene) im Alter zwischen 19 und 40 Jahren. Je nach Teilnehmerzahl gibt es ein Achtelfinale, ein Viertelfinale, ein Halbfinale und Finale. Wie bei Amateurturnieren üblich, teilen sich die beiden Verlierer der Halbfinalkämpfe einer Gewichtsklasse jeweils den dritten Platz. 2014 nahmen 98 Männer und 43 Frauen aus 23 Ländern an dem Turnier teil und lieferten sich 104 Kämpfe. 

## Bekannte Sieger
Zu den bekanntesten Turniersiegern zählen die Olympiasieger und Weltmeister Juan Lemus, Lennox Lewis, Andreas Tews, Sergei Kasakow, George Olteanu, Dorel Simion, Marian Simion, Juri Alexandrow, Ariel Hernández, Jermachan Ibraimow, Andrei Gogolew, Alexei Lesin, Alexander Alexejew, Ağası Məmmədov, Jérôme Thomas, Willy Blain, Alexei Tischtschenko, Serik Säpijew, Jerdos Dschanabergenow, Alexander Maletin, Jewgeni Makarenko, Zhou Shiming, Sergei Wodopjanow, Artur Beterbijew, Matwei Korobow, Birschan Schaqypow, Danijar Jeleussinow, Roberto Cammarelle.
Weitere bekannte Gewinner sind die späteren Profiweltmeister Andreas Kotelnik, Denis Inkin, Tomasz Adamek, Alexander Powetkin und Dimitri Tschudinow.